# Daniele Crespi
Daniele Crespi, född 1598 i Busto Arsizio, död 19 juli 1630 i Milano, var en italiensk konstnär.
Han var brorson och lärjunge till Giovanni Battista Crespi, och senare till Camillo Procaccini. Han målade främst fresker i Milano.